# Gaia BH3
Désignations
Gaia BH3 (ou Gaia DR3 4318465066420528000) est une système binaire composé d'une étoile géante à faible métallicité de type G et d'un trou noir stellaire. Il est situé à environ ∼ 1 930 a.l. (∼ 592 pc) de la Terre dans la direction de la constellation de l'Aigle. En 2024, il s'agit du système contenant le trou noir stellaire le plus massif et le second le plus proche de la Terre (en) connu. Gaia BH3 est par ailleurs le premier trou noir découvert à l'aide des données astrométriques préliminaires de la quatrième publication de données du satellite Gaia (Gaia DR4).
Le trou noir et l'étoile orbitent autour du barycentre du système selon une période de 11,6 ans et à une distance mutuelle qui varie entre 4,5 et 29 ua. La masse du trou noir est de 32,70 M☉, ce qui en fait le trou noir stellaire le plus massif connu de la Voie lactée en 2024. Gaia BH3 et Cygnus X-1 sont les deux seuls trous noirs stellaires connus qui ont une masse supérieure à 10 M☉. La masse de Gaia BH3 est assez similaire à celle que l'on trouve lors des événements de fusion de trous noirs binaires détectés par ondes gravitationnelles. On suppose que ces trous noirs massifs sont formés par des étoiles pauvres en métaux et le fait que Gaia BH3 possède un compagnon à très faible métallicité appuie cette hypothèse.
Le système de Gaia BH3 orbite autour de la Voie lactée dans le sens inverse des étoiles du disque galactique. Il semblerait qu'il faisait partie d'un amas ouvert d'étoiles de faible masse, désormais dispersé. Ses étoiles constituent aujourd'hui un vieux courant stellaire du halo galactique nommé ED-2, dont l'âge est comparable à celui de l'amas globulaire M92. Cela signifie que le système de Gaia BH3 est probablement né il y a plus de 13 milliards d'années et que le trou noir pourrait s'être formé par effondrement gravitationnel direct d'une étoile massive. Alternativement, il aurait pu se former lors d'une interaction au sein d'un système binaire qui était membre de l'amas ouvert. ED-2 a une masse comprise entre 2 000 et 42 000 M☉.